# Дубровка (Бологовський район)
Дубровка (рос. Дубровка) — присілок в Бологовському районі Тверської області Російської Федерації.
Населення становить 319 осіб. Входить до складу муніципального утворення Березайське сільське поселення.

## Історія
Від 2005 року входить до складу муніципального утворення Березайське сільське поселення.

## Населення
| 2010 |
| ---- |
| 319  |